# Rysslands kustartilleri
Rysslands kustartilleri är ett vapenslag i Rysslands flotta. Det är utrustat med landbaserade fasta och rörliga robot- och artillerisystem. Det ingår tillsammans med marininfanteriet i den ryska flottans kuststridskrafter.

## Organisation

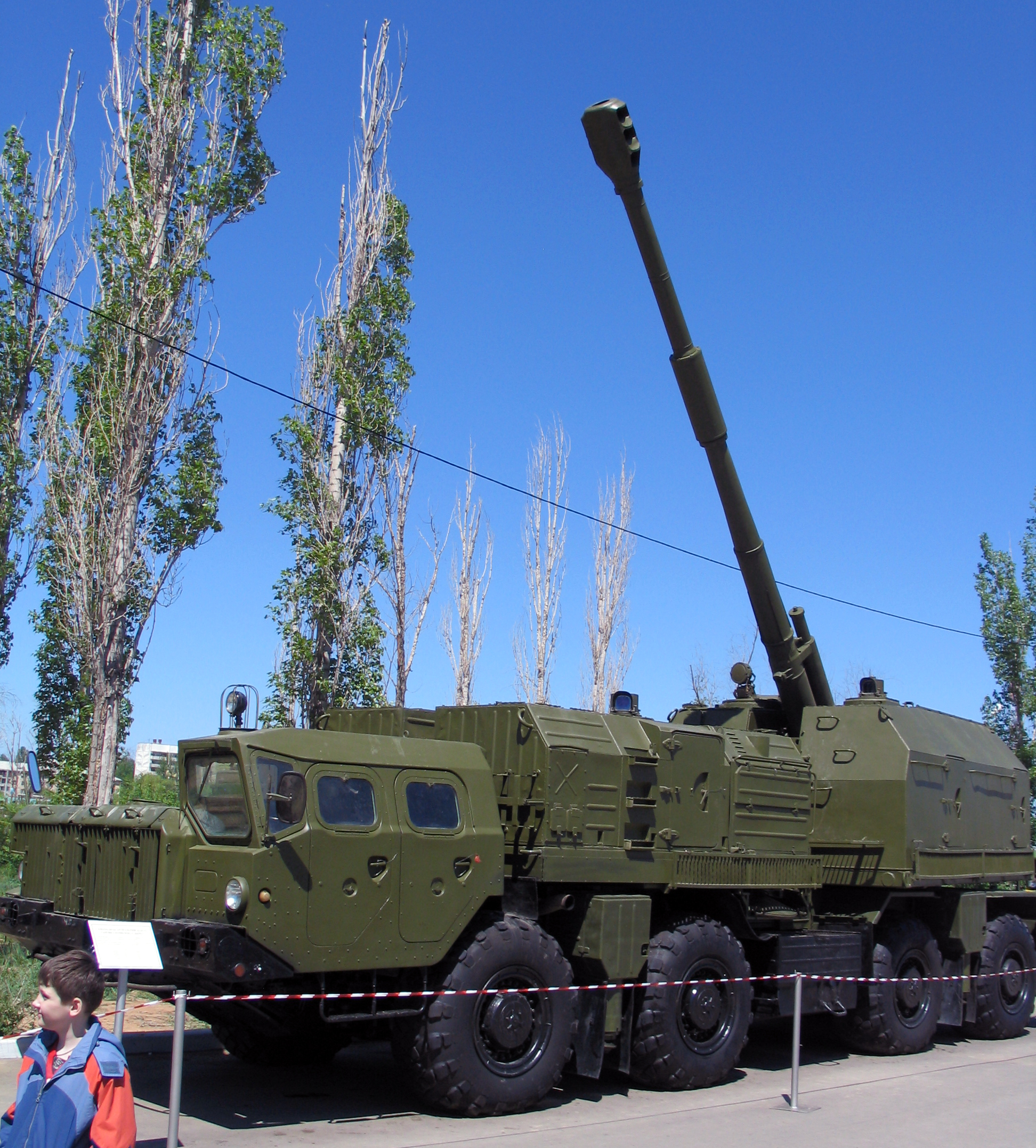
Kustarillerisystem А-222 "Bereg"

### Stillahavsflottan
- 72. avdelta kustrobotregementet
- 520. avdelta kustartilleribrigaden

### Svartahavsflottan
- 11. avdelta kustartilleribrigaden

### Baltiska flottan
- 25. avdelta kustrobotregementet

### Ishavsflottan
- 536. avdelta kustartilleribrigaden